# Cherokee Uprising
Cherokee Uprising è un film del 1950 diretto da Lewis D. Collins.
È un western statunitense con Whip Wilson, Andy Clyde, Lois Hall e Sam Flint.

## Produzione
Il film, diretto da Lewis D. Collins su una sceneggiatura di Daniel B. Ullman, fu prodotto da Vincent M. Fennelly tramite la Transwestern Pictures e girato nell'Iverson Ranch a Chatsworth, Los Angeles, California, nell'agosto 1950.

## Distribuzione
Il film fu distribuito negli Stati Uniti dall'8 ottobre 1950 al cinema dalla Monogram Pictures.